# 塞里略斯縣

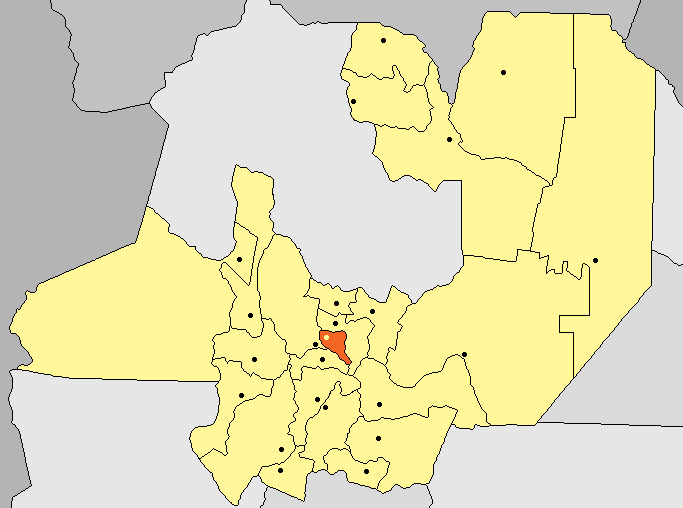

24°53′45″S 65°29′14″W / 24.89583°S 65.48722°W
塞里略斯縣（西班牙語：Departamento de Cerrillos），是阿根廷的縣份，位於該國西北部薩爾塔省，首府設於塞里略斯，毗鄰薩爾塔，面積640平方公里，2010年人口35,789，人口密度每平方公里55.92人。